# Kálmán Székány
Kálmán Székány, né le 1er février 1885 à Budapest et mort le 31 juillet 1967 à Paris, est un entraîneur hongrois de football. Il a notamment exercé dans des clubs français dans les années 1930.
Il est frère aîné de Géza Székány, footballeur et entraîneur également passé en France.

## Carrière
Hongrois natif de Budapest, Kalman Székany, exerçait jusqu'alors à Budai II lorsqu'il arrive en octobre 1932 au Stade rennais UC, devenant le premier entraîneur professionnel du club breton. Sous sa conduite, le Stade rennais termine à la sixième place du groupe B du premier championnat de France professionnel. 
À la suite de cette première saison en France, Székany quitte Rennes pour rejoindre le Bordeaux FC, qui donnera quelques années plus tard naissance aux Girondins de Bordeaux. L'entraîneur hongrois y demeure pendant deux saisons, entre 1933 et 1935.
Le 6 août 1935, Székány est engagé par l'AS Brestoise, et y impose le WM. Avec l'AS Brestoise, il atteint les quarts de finale de la Coupe de France en 1936 puis remporte la Coupe de France des amateurs le 27 mai 1937 au Stade olympique de Colombes. À la suite de ce succès, Székany quitte l'AS Brestoise.